# Mały Staw
Der Mały Staw (Kleiner Teich) ist der kleinere von zwei Karseen auf polnischer Seite des Smogornia (Mittagsberg, tschech. Stříbrný hřbet). Mit einer Fläche von 2,83 Hektar und einer Tiefe von 7,3 Metern ist er der zweitgrößte See glazialen Ursprungs im Riesengebirge.

## Lage
Der See befindet sich am Osthang des Mittagsbergs in einer Höhe von 1183 m, ungefähr 1 km südöstlich vom Wielki Staw (Großer Teich) und dessen Gletscherkessel. Beide Seen liegen in Nähe der tschechisch-polnischen Grenze, ca. 6 km nordöstlich von Spindlermühle (tschech. Špindlerův Mlýn) und 6 km westsüdwestlich von Karpacz (Krummhübel).

## Entstehung
Neben den Karen der Śnieżne Kotły (Schneegruben) am Hohen Rad sind die Gletscherkessel am Großen und Kleinen Teich die ausgeprägtesten Karformen, die auf polnischer Seite des Riesengebirges vorkommen. Die kesselförmigen Täler an den östlichen Hängen des Mittagsbergs, deren Steilhänge am Mały Staw über 200 Meter aufragen und zur Lawinenbahn des Smogornia gehören, wurden durch die Tätigkeit eiszeitlicher Gletscher geschaffen, die an den Talsohlen tiefe Mulden zurückließen, in denen sich dann das Wasser zu Bergseen sammelte.
Der talseitige Abschluss des Kars wird am Mały Staw durch eine felsige Karschwelle (Karriegel) und eine 60 Meter hohe Endmoräne gebildet.

## Wasserhaushalt
Hauptsächlicher Zufluss des Sees ist die Łomnica (Große Lomnitz), deren Quellgebiet auf der Hochfläche mit dem polnischen Namen Równia pod Śnieżką (Koppenplan) unterhalb der Schneekoppe liegt. Die Łomnica durchfließt den See und bildet auch seinen Abfluss. Von hier aus stürzt der Gebirgsbach auf einer Länge von nur 4,2 km Luftlinie bis zur Lomnitztalsperre über 500 Meter ins Tal.
Im Winter und mehr als die Hälfte des Jahres ist der See von Eis bedeckt. Das Wasser ist sauber, klar und wie für alpine Bergseen typisch nährstoffarm. Die Wassertemperatur überschreitet auch in den wärmeren Monaten nicht ein Maximum von 14 °C.

## Flora, Fauna und Naturschutz
Der Mały Staw liegt in der Schutzzone II des polnischen Nationalparks Karkonoski Park Narodowy (KPN).
Die Ränder des Sees werden von subalpiner Vegetation wie Lappland-Weide, Zwerg-Birke und Latschenkiefer bestimmt. Das Wasser bietet Lebensraum für seltene Arten, einige davon sind Eiszeit-Relikte wie das See-Brachsenkraut und das Seemäuschen (Otomesostoma auditivum), eine zur Ordnung der Seriata gehörende Strudelwurmart. Hier lebt auch der Bergmolch und die Bachforellen sowie eine melanistische Form der Erdkröte.

## Tourismus
Der See kann über den Weg der polnisch-tschechischen Freundschaft (Kammweg) erreicht werden. Ein weiterer Wanderweg führt in Richtung Równia pod Śnieżką.
Am Nordufer, etwa 20 Meter oberhalb des Mały Staw auf einer Seitenmoräne, befindet sich die Schronisko Samotnia (Kleine Teichbaude). Die erste schriftliche Erwähnung eines Gebäudes am Kleinen Teich geht auf das Jahr 1670 zurück; heute steht hier eine der ältesten Jugendherbergen in Polen.

## Bildgalerie

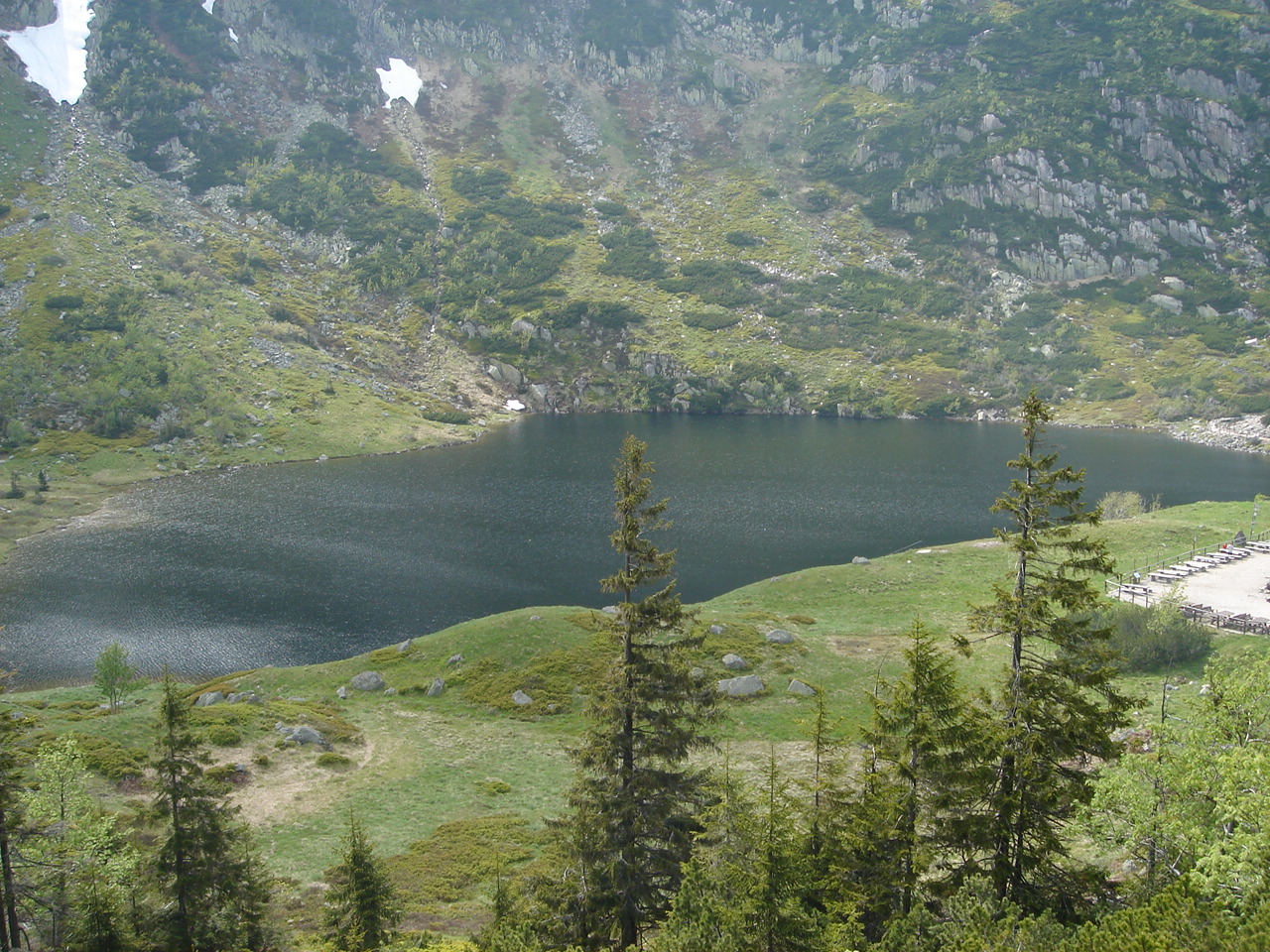
Maly Staw Blick aus südöstlicher Richtung
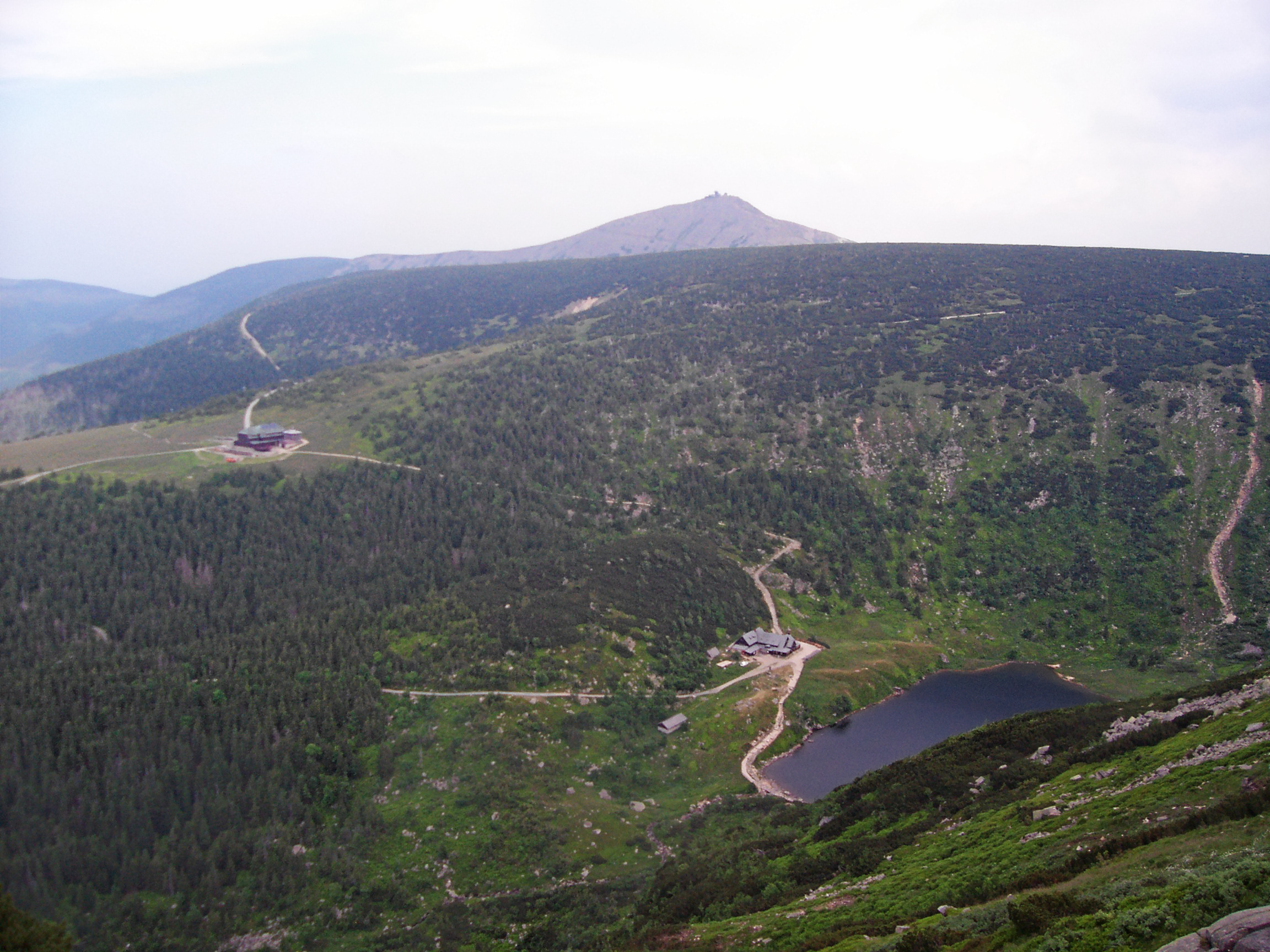
Blick auf den Gletscherkessel Im Hintergrund die Schneekoppe
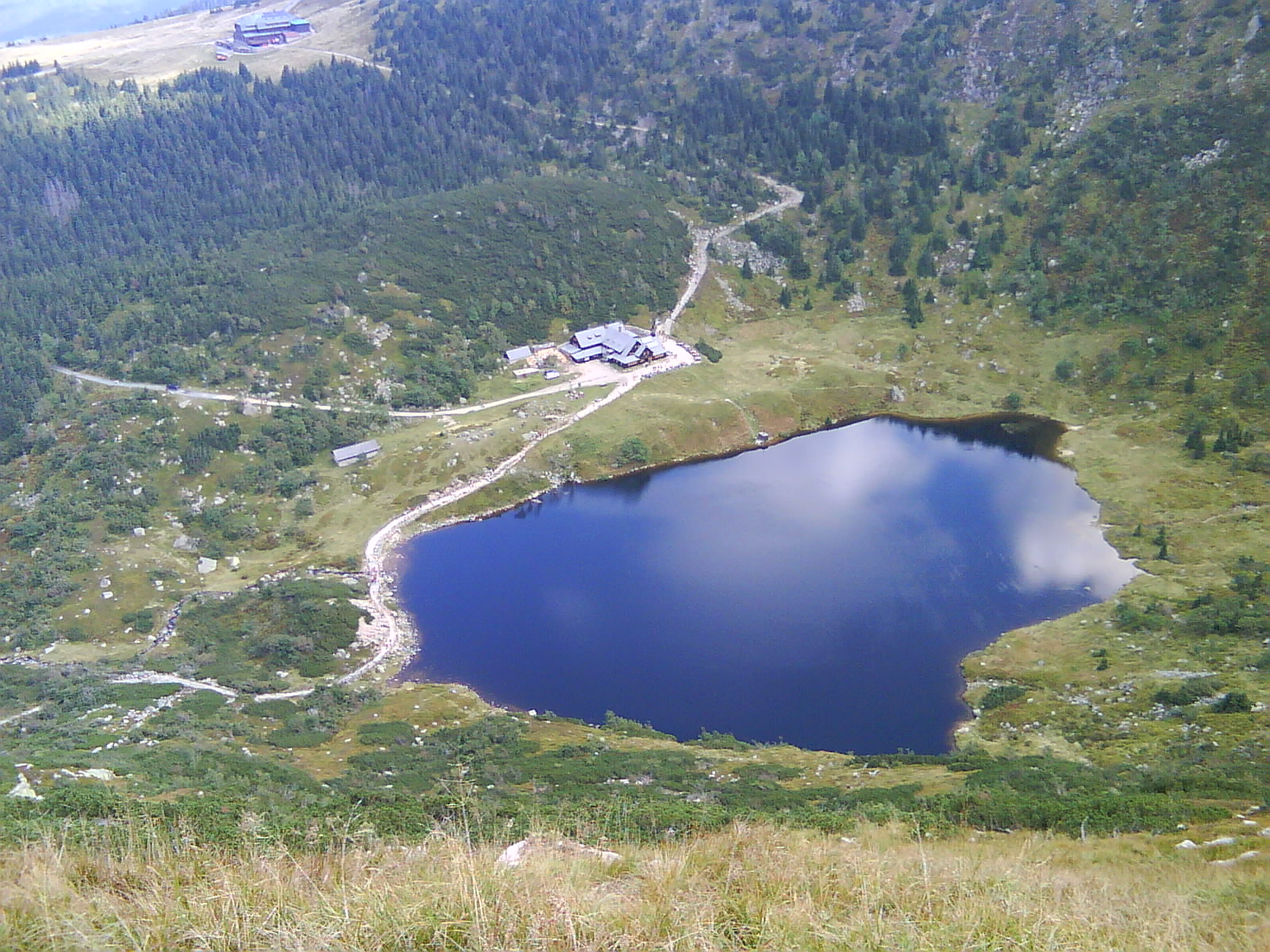
Schronisko Samotnia links die Schutzhütte Strzecha Akademicka
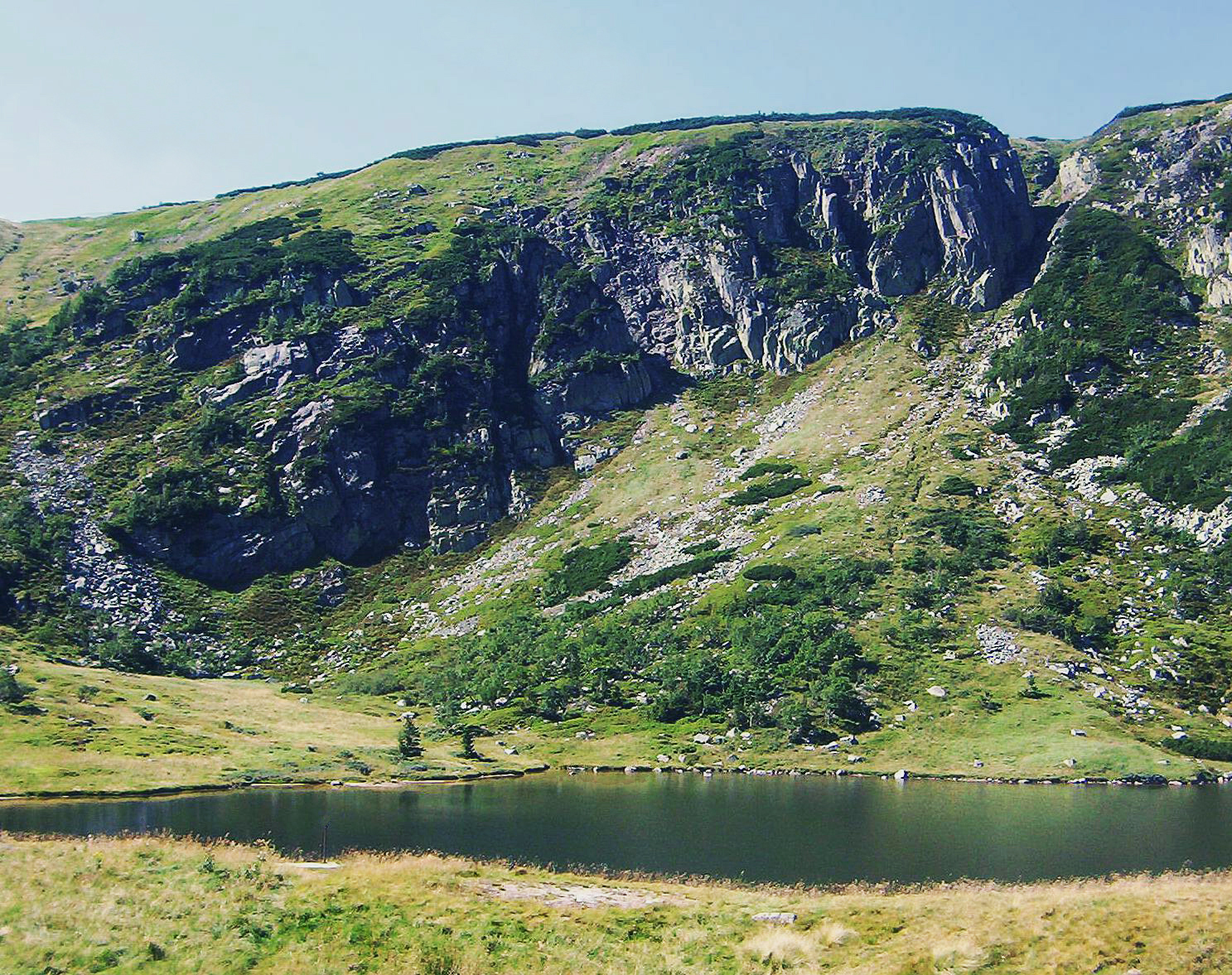
Schroff aufragende Felswände am Mały Staw